# Cantó de Sallanches
El cantó de Sallanches és un cantó del departament francès de l'Alta Savoia, a la regió d'Alvèrnia-Roine-Alps. Està inscrit al districte de Bonneville, té 7 municipis i el cap cantonal és Sallanches.

## Municipis
- Combloux
- Cordon
- Demi-Quartier
- Domancy
- Megève
- Praz-sur-Arly
- Sallanches

## Història
| Data d'elecció                           | Identitat          | Partit          | Qualitat |
| ---------------------------------------- | ------------------ | --------------- | -------- |
| 1945-1951                                | M. Ponchaud        | MRP             |          |
| 1951-1974                                | André Mollard      | Divers droite   |          |
| 1974-1982                                | Gilbert Le Bescond | RI, després RPR |          |
| 1982-2008                                | Alain Grévy        | RPR, UMP        |          |
| 2011-                                    | Georges Morand     | Divers droite   |          |
| les dades anteriors no són pas conegudes |                    |                 |          |
|                                          |                    |                 |          |